# Bernard z Biskupiego
Bernard z Biskupiego (ur. 1480, zm. 24 kwietnia 1531 w Brzeźnicy) – rektor Uniwersytetu Jagiellońskiego w latach 1506–1507 oraz 1527-1529.

## Życiorys
Urodził się w 1480 roku. W 1506 objął funkcję rektora Uniwersytetu Jagiellońskiego. Funkcję tę przestał pełnić w 1507, ponownie wybrany został w 1527 funkcję sprawował do 1529 roku. Zmarł 24 kwietnia 1531 roku w Brzeźnicy.